# Spinochordodes tellinii
Spinochordodes tellinii – pasożyt należący do typu nitnikowców.
Pasożyty te rozwijają się wewnątrz ciał pasikoników. Są zdolne do wpływania na zachowanie gospodarza, a w pewnym momencie zmuszają go do samobójczego skoku do wody, gdzie wydostają się na wolność, przebijając jego ciało. Najprawdopodobniej Spinochordodes tellinii wszczepiają do mózgów pasikoników specyficzne białka, co wpływa na ich zachowania.